# Acanthomyops arizonicus
Acanthomyops arizonicus é uma espécie de inseto do gênero Acanthomyops, pertencente à família Formicidae.